# Bismarckturm (Wittmar)
Der Bismarckturm, auch als Bismarcksäule bezeichnet, bei Wittmar in der Asse ist ein 1900–1901 erbauter Aussichtsturm im Gebiet des Landkreises Wolfenbüttel. Er wurde zu Ehren des Reichskanzlers Otto von Bismarck errichtet und steht heute unter Denkmalschutz.

## Geografische Lage
Der Bismarckturm befindet sich auf dem Höhenzug Asse im Landkreis Wolfenbüttel am Südhang zu dem Dorf Wittmar auf einer Höhe von 227 m (über Normalnull). Damit steht der Turm zwischen dem Asseburgberg, dem Röhrberg und dem Rothenberg auf dem Burgberg.

## Geschichte
Die Studentenschaft der Herzoglich Technischen Hochschule Carolo-Wilhelmina in Braunschweig regte auf dem Vertretertag in Hamburg am 3. Dezember 1898 an, Otto von Bismarck ein Denkmal zu erbauen. Ein dafür gegründeter Ausschuss sprach sich am 14. Mai 1899 einstimmig für den Bau einer Bismarcksäule nach dem preisgekrönten Typenentwurf Götterdämmerung des Architekten Wilhelm Kreis auf einem Bauplatz in der Asse aus.
Am 17. Juni 1900 war die Grundsteinlegung. Das Baumaterial waren Muschelkalk und Dolomit, die an der Asse gebrochen wurden. Die Bodenplatte sowie der Turmkopf bestehen aus weißem Kalkstein. Für den Turmschaft wurde gelber Dolomitstein verwendet. Die Einweihung des Bismarckturms war am 18. Oktober oder am 20. Oktober 1901. Die Baukosten lagen bei 38.000 Mark.
Nach dem Zweiten Weltkrieg ging der Bismarckturm in das Eigentum des Landes Niedersachsen über. Erst im Jahr 1977 wurde ein Vertrag mit dem Heimat- und Verkehrsverein Asse e. V. geschlossen, der Nutzung, Betreuung und Reinigung regelte.
Der Bismarckturm ist ein Geopunkt des Geoparks Harz – Braunschweiger Land – Ostfalen und namensgebend für die Landmarke 29 des Geoparks.